# Den Tip
Den Tip is een natuurgebied ten noorden van het Lommelse kerkdorp Kerkhoven.
Het betreft een 8,5 ha groot gebied, dat een arboretum, een rosarium en een fruitboomgaard omvat. De rozen en fruitbomen zijn van oude, in de streek voorkomende, rassen en werden bijeengebracht door Joz. Van Winckel. De verzameling werd aangelegd door het echtpaar Wellens, dat het gebied in 2008 aan Natuurpunt schonk.
De naam van het gebied komt van tip, een in het Brabants dialect woord voor een scherpgepunt driehoekig stuk grond, meestal gelegen tussen twee wegen die onder een kleine hoek samenkomen.